# Seminole (Texas)
Seminole es una ciudad ubicada en el condado de Gaines en el estado estadounidense de Texas. En el Censo de 2010 tenía una población de 6430 habitantes y una densidad poblacional de 737,78 personas por km². Aquí es donde nació la famosa cantante Tanya Tucker, además del cantautor Larry Gatlin.

## Geografía
Seminole se encuentra ubicada en las coordenadas 32°43′16″N 102°38′59″O / 32.72111, -102.64972. Según la Oficina del Censo de los Estados Unidos, Seminole tiene una superficie total de 8.72 km², de la cual 8.72 km² corresponden a tierra firme y (0%) 0 km² es agua.

## Demografía
Según el censo de 2010, había 6430 personas residiendo en Seminole. La densidad de población era de 737,78 hab./km². De los 6430 habitantes, Seminole estaba compuesto por el 81.88% blancos, el 1.77% eran afroamericanos, el 0.53% eran amerindios, el 0.48% eran asiáticos, el 0% eran isleños del Pacífico, el 13.02% eran de otras razas y el 2.32% pertenecían a dos o más razas. Del total de la población el 40.73% eran hispanos o latinos de cualquier raza.